# Медичний батальйон «Госпітальєри»
Госпітальєри — український волонтерський медичний батальйон, що бере участь у російсько-українській війні на Донбасі з 2014 року. Займається наданням першої медичної, домедичної допомоги та евакуацією поранених українських воїнів з найгарячіших ділянок фронту. Гасло — «Заради кожного життя!».
Станом на 1 липня 2025 року, під час російсько-української війни МБ «Госпітальєри» надав допомогу 38 144 пораненим.

## Історія
«Госпітальєри» засновані 6 липня 2014 року волонтеркою-медиком Яною Зінкевич, якій на той момент було 18 років. В цей день, після запеклих боїв за село Карлівку та село Піски, було створено медичний підрозділ «Госпітальєри», названий на честь середньовічного ордену госпітальєрів. Батальйон увійшов до складу Добровольчого Українського Корпусу «Правого Сектора», а Зінкевич було призначено начальником усієї медично-польової служби ДУК Правого Сектора.
При утворенні 2015 року Дмитром Ярошем Української добровольчої армії (УДА) «Госпітальєри» стали її структурним підрозділом. Будучи медичним крилом УДА, «Госпітальєри» також надають допомогу цивільним, присутні на позиціях ЗСУ.
Яна Зінкевич продовжує бути начмедом УДА та незмінним командиром Медичного Батальйону «Госпітальєри». Станом на  березень 2017 року «Госпітальєри» налічували 60 осіб і 100 резервістів.
У 2019 році у Дніпрі на базі медичного батальйону «Госпітальєри» Української Добровольчої Армії створили комунальне підприємство «Госпітальєри Дніпра», яке отримало фінансування з міського бюджету Дніпра.
25 квітня 2025 року вранці російський удар по Павлограду на Дніпропетровщині знищив дощенту базу батальйону «Госпітальєри» з усім майном та технікою.

## Діяльність
Демілітаризований медичний батальйон надає допомогу усім добровольцям, військовим та мирному населенню, яке знаходиться в зоні проведення бойових дій, і потребує домедичної допомоги, медичного термінового втручання чи терапевтичного лікування. Госпітальєрські екіпажі здійснюють евакуацію, стабілізацію і транспортування поранених з червоної зони до стабпунктів чи прифронтових госпіталів чи лікарень. Волонтери медбату здійснюють постійну підтримку поранених в місті Дніпро, в лікарні Мечнікова — місце, куди транспортують найважчих поранених. Також здійснюється післяшпитальна підтримка та реабілітація поранених, членів їх сімей.

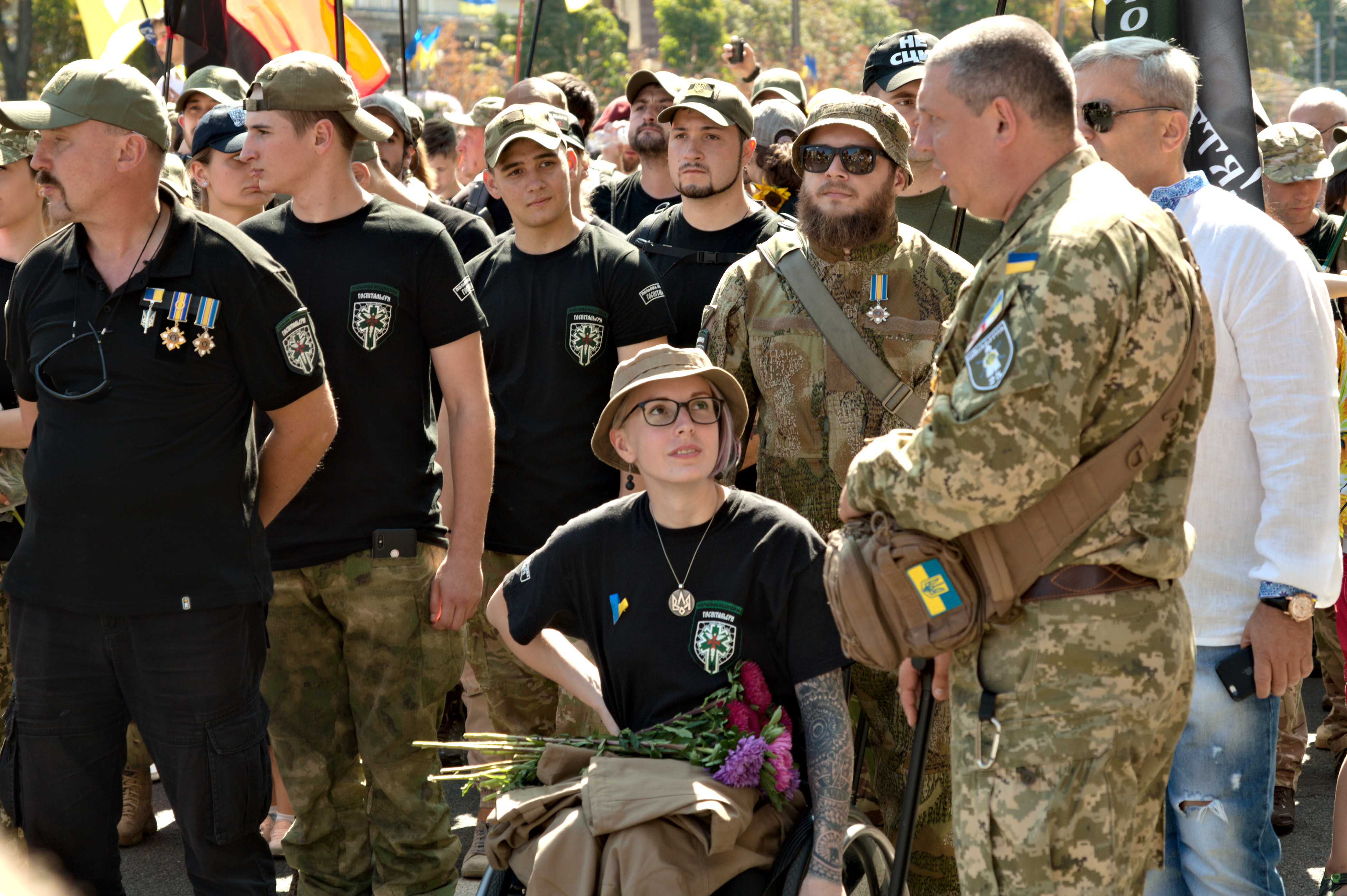
Медики батальйону разом з Яною Зінкевич на Марші захисників України, 24 серпня 2019 року

Принципово, позиції Госпітальєрів знаходяться в найгарячіших точках фронту для надання кваліфікованої допомоги українським військовим з числа добровольців та офіційним частинам ЗСУ, ВМФ. Представники Госпітальєрів знаходяться безпосередньо на бойових позиціях з українськими військовими, що дає можливість більш ефективно та швидко надавати допомогу під час ведення бою та збільшує шанси на успішну евакуацію та стабілізацію поранених. Є постійні позиції в прифронтових лікарнях, як наприклад в місті Авдіївка, де «Госпітальєри» підсилюють 66-й госпіталь.
Ще один з важливих напрямків роботи Госпітальєрів є медико-тактичні вишколи, що постійно проводяться з періодичністю раз на місяць з початку весни до пізньої осені на базі у Павлограді. На вишколах викладають досвідчені інструктори з числа найкваліфікованіших госпітальєрів, які пройшли не одну ротацію на передовій. Вишколи є популярними як серед бійців, так і серед цивільного населення, яке не має на меті пов'язувати своє майбутнє з військовими діями. Знання та навички, отримані на вишколах, дієві і під час екстрених випадків у цивільному житті. Станом на листопад 2021 близько двох тисяч осіб пройшли тижневі вишколи.
2015 року одним з парамедиків батальйону Євгеном Тітаренком разом з Наталією Хазан було знято документальну стрічку «War for Peace», створену з 120 годин документального матеріалу з фронту, який знімав сам режисер під час роботи парамедиком у батальйоні.
Госпітальєри продовжують роботу під час російського вторгнення в Україну 2022 року і збирають кошти на ремонт техніки, пальне та медикаменти.

## Вшанування та нагороди
Батальйон користується великою пошаною серед бійців, має велику моральну підтримку усього народу України, діяльність його учасників викликає інтерес у сучасних митців — поетів, письменників, співаків, режисерів.
Незмінний Комбат Госпітальєрів Яна Зінкевич нагороджена державним орденом «За заслуги 3 ступеню» та недержавним орденом «Народний герой України».

## Втрати батальйону
| Ім'я, псевдо                                     | Посада, підрозділ                                                    | Дата народження | Місце народження                   | Дата смерті       | Вік | Місце смерті (смертельного поранення)   | Обставини смерті |
| ------------------------------------------------ | -------------------------------------------------------------------- | --------------- | ---------------------------------- | ----------------- | --- | --------------------------------------- | --- |
| Горбачова Анастасія Валентинівна «Лиса»          | Окрема тактична розвід група, парамедик                              | 16 березня 1983 | Чернівці                           | 6 серпня 2015     | 32  | Маріуполь                               | Загинула від вогнепального поранення з мисливської рушниці в серце. |
| Пірковська-Зелинська Олена Болеславівна «Єва»    | Керівник відділу догляду, турботи та реабілітації.                   | 28 травня 1974  | Київ                               | 15 серпня 2015    | 41  | Дніпро                                  | Померла в Обласній клінічній лікарні ім. Мечникова під час операції — не витримало серце. На початку липня була госпіталізована з переломом хребта.                    |
| Подаровський Олег Геннадійович «Сніжок»/«Анубіс» | Фронтовий водій-парамедик                                            | 30 липня 1984   | Берестя, Білорусь                  | 3 листопада 2016  | 32  | Дніпро                                  | Тяжко захворів восени 2015 року, цілий рік боровся з недугою. Помер в лікарні міста Дніпро..                                                                           |
| Малявський Мар'ян Юрійович «Марік»               | Фронтовий парамедик                                                  | 25 серпня 1990  | село Золотники, Тернопільська обл. | 30 жовтня 2018    | 28  | Околиця Варшави, Польща                 | Виявлений повішеним у лісосмузі. |
| Гладун Володимир Михайлович «Ботанік»            | Фронтовий водій-парамедик                                            | 13 вересня 1962 | -                                  | 25 січня 2019     | 60  | Брюховичі                               | Помер після важкої боротьби із раком. |
| Мороз Сергій Васильович «Фрост»                  | Фронтовий водій-парамедик, капелан, інструктор з тактичної медицини. | 9 лютого 1977   | Івано-Франківськ                   | 13 березня 2019   | 42  | Івано-Франківськ                        | Помер після важкої боротьби із раком (гліобластома). |
| Волков Микола Миколайович «Смурф»                | Фронтовий парамедик, 2 рота «Тіні» Аратта                            | 25 лютого 1999  | Маріуполь                          | 15 квітня 2019    | 18  | Околиці села Водяне, поблизу Маріуполя  | Отримав важке кульове поранення в голову від російського снайпера на позиції. В лікарні імені Мечникова, що у Дніпрі, лікарі боролись за життя Миколи протягом 4 днів. |
| Цибух Ірина Володимирівна «Чека»                 | Фронтовий парамедик                                                  | 1 червня 1998   | Львів                              | 29 травня 2024    | 25  | Харківська область                      | В автомобіль, який виконував евакуацію влучив дрон-камікадзе. Колега Іван Ніколенко зазнав поранень обох ніг.                                                          |
| Мулькевич Олександра «Майк»                      | Фронтовий парамедик                                                  |                 | Київ                               | 14 серпня 2024    |     | Харківська область, село Білий Колодязь | Автомобіль, яким їхала Олександра Мулькевич з побратимом-медиком, був атакований російським FPV-дроном. Обоє загинули.                                                 |
| Пасічник Віктор «Ведмедик»                       |                                                                      |                 |                                    |                   | 31  | Донецька область                        | [ 23 ] |
| Двойнік Марія-Христина «Альпака»                 |                                                                      | 10 квітня 1992  |                                    | 13 листопада 2024 |     |                                         | Загинула під час виїзду на евакуацію за пораненими . |